# Parafia św. Józefa w Celinach
Parafia św. Józefa w Celinach – parafia rzymskokatolicka w Celinach. Prowadzą ją Pallotyni.
Parafia erygowana w 1952 roku. Obecny kościół został wybudowany w latach 1960–1975.
Terytorium parafii obejmuje tylko Celiny.